# Posição de Saavedra
|   | a                                                              | b                                                              | c                                                              | d                                                              | e                                                              | f                                                              | g                                                              | h                                                              |   |
| 8 | b6 branco rei · c6 branco peão · d5 preto torre · a1 preto rei | b6 branco rei · c6 branco peão · d5 preto torre · a1 preto rei | b6 branco rei · c6 branco peão · d5 preto torre · a1 preto rei | b6 branco rei · c6 branco peão · d5 preto torre · a1 preto rei | b6 branco rei · c6 branco peão · d5 preto torre · a1 preto rei | b6 branco rei · c6 branco peão · d5 preto torre · a1 preto rei | b6 branco rei · c6 branco peão · d5 preto torre · a1 preto rei | b6 branco rei · c6 branco peão · d5 preto torre · a1 preto rei | 8 |
| 7 | b6 branco rei · c6 branco peão · d5 preto torre · a1 preto rei | b6 branco rei · c6 branco peão · d5 preto torre · a1 preto rei | b6 branco rei · c6 branco peão · d5 preto torre · a1 preto rei | b6 branco rei · c6 branco peão · d5 preto torre · a1 preto rei | b6 branco rei · c6 branco peão · d5 preto torre · a1 preto rei | b6 branco rei · c6 branco peão · d5 preto torre · a1 preto rei | b6 branco rei · c6 branco peão · d5 preto torre · a1 preto rei | b6 branco rei · c6 branco peão · d5 preto torre · a1 preto rei | 7 |
| 6 | b6 branco rei · c6 branco peão · d5 preto torre · a1 preto rei | b6 branco rei · c6 branco peão · d5 preto torre · a1 preto rei | b6 branco rei · c6 branco peão · d5 preto torre · a1 preto rei | b6 branco rei · c6 branco peão · d5 preto torre · a1 preto rei | b6 branco rei · c6 branco peão · d5 preto torre · a1 preto rei | b6 branco rei · c6 branco peão · d5 preto torre · a1 preto rei | b6 branco rei · c6 branco peão · d5 preto torre · a1 preto rei | b6 branco rei · c6 branco peão · d5 preto torre · a1 preto rei | 6 |
| 5 | b6 branco rei · c6 branco peão · d5 preto torre · a1 preto rei | b6 branco rei · c6 branco peão · d5 preto torre · a1 preto rei | b6 branco rei · c6 branco peão · d5 preto torre · a1 preto rei | b6 branco rei · c6 branco peão · d5 preto torre · a1 preto rei | b6 branco rei · c6 branco peão · d5 preto torre · a1 preto rei | b6 branco rei · c6 branco peão · d5 preto torre · a1 preto rei | b6 branco rei · c6 branco peão · d5 preto torre · a1 preto rei | b6 branco rei · c6 branco peão · d5 preto torre · a1 preto rei | 5 |
| 4 | b6 branco rei · c6 branco peão · d5 preto torre · a1 preto rei | b6 branco rei · c6 branco peão · d5 preto torre · a1 preto rei | b6 branco rei · c6 branco peão · d5 preto torre · a1 preto rei | b6 branco rei · c6 branco peão · d5 preto torre · a1 preto rei | b6 branco rei · c6 branco peão · d5 preto torre · a1 preto rei | b6 branco rei · c6 branco peão · d5 preto torre · a1 preto rei | b6 branco rei · c6 branco peão · d5 preto torre · a1 preto rei | b6 branco rei · c6 branco peão · d5 preto torre · a1 preto rei | 4 |
| 3 | b6 branco rei · c6 branco peão · d5 preto torre · a1 preto rei | b6 branco rei · c6 branco peão · d5 preto torre · a1 preto rei | b6 branco rei · c6 branco peão · d5 preto torre · a1 preto rei | b6 branco rei · c6 branco peão · d5 preto torre · a1 preto rei | b6 branco rei · c6 branco peão · d5 preto torre · a1 preto rei | b6 branco rei · c6 branco peão · d5 preto torre · a1 preto rei | b6 branco rei · c6 branco peão · d5 preto torre · a1 preto rei | b6 branco rei · c6 branco peão · d5 preto torre · a1 preto rei | 3 |
| 2 | b6 branco rei · c6 branco peão · d5 preto torre · a1 preto rei | b6 branco rei · c6 branco peão · d5 preto torre · a1 preto rei | b6 branco rei · c6 branco peão · d5 preto torre · a1 preto rei | b6 branco rei · c6 branco peão · d5 preto torre · a1 preto rei | b6 branco rei · c6 branco peão · d5 preto torre · a1 preto rei | b6 branco rei · c6 branco peão · d5 preto torre · a1 preto rei | b6 branco rei · c6 branco peão · d5 preto torre · a1 preto rei | b6 branco rei · c6 branco peão · d5 preto torre · a1 preto rei | 2 |
| 1 | b6 branco rei · c6 branco peão · d5 preto torre · a1 preto rei | b6 branco rei · c6 branco peão · d5 preto torre · a1 preto rei | b6 branco rei · c6 branco peão · d5 preto torre · a1 preto rei | b6 branco rei · c6 branco peão · d5 preto torre · a1 preto rei | b6 branco rei · c6 branco peão · d5 preto torre · a1 preto rei | b6 branco rei · c6 branco peão · d5 preto torre · a1 preto rei | b6 branco rei · c6 branco peão · d5 preto torre · a1 preto rei | b6 branco rei · c6 branco peão · d5 preto torre · a1 preto rei | 1 |
|   | a                                                              | b                                                              | c                                                              | d                                                              | e                                                              | f                                                              | g                                                              | h                                                              |   |

A Posição de Saavedra é uma das mais importantes e estudadas posições na teoria de finais no enxadrismo. Sua denominação deve-se ao padre espanhol Fernando Saavedra, que no século XIX, enquanto residia em Glasgow, observou que as brancas poderiam vencer em uma posição considerada como rigorosamente empatada. A posição tem sua origem na partida disputada entre os enxadristas Fenton e Potter em 1875. Saavedra analisou a posição somente em 1895, encontrando uma solução vitoriosa, no Glasgow Weekly Citizen, publicada pelo colunista enxadrístico G. E. Barbier.

## Análise da posição
A partir dessa posição, Barbier defendia que a partida a rigor terminaria em empate após os lances:
1. c7 Td6+

As brancas agora não podem jogar 2. Rb7 por causa de Td7; também não podem mover o Rei para a coluna c por causa de Td1, seguido de Tc1+ com captura do peão.
2. Rb5 Td5+

3. Rb4 Td4+

4. Rb3 Td3+

5. Rc2!!
Com este lance não há mais cheques possíveis e as brancas podem promover seu peão.
5. ... Td4!
Este lance não é tão simples quanto parece, uma vez que, se 6. c8=D segue-se 6. ... Tc4+!!, forçando o afogamento com 7. Dxc4. Era essa a hipótese de empate que o jornalista responsável pela publicação do problema defendia, porém a hipótese estava errada e Saavedra enviou-lhe a correção:
6. c8=T!!
Lance considerado como genial pelos especialistas: as brancas não afogam o jogo após Tc4+ e ameaçam mate com: 7. Ta8#.
6. ... Ta4

7. Rb3
E agora as pretas levam mate com Tc1# ou perdem a torre.